# Guadalupe Campos
Guadalupe Campos Sanz (Lupita Campos) (México, 27 de noviembre de 1930) es una reconocida cantante lírica de tesitura soprano, pianista y profesora de canto mexicana. Fue solista de las principales orquestas de México, entre ellas la Filarmónica de la UNAM, la Sinfónica Nacional, de Xalapa, de Guanajuato, de Durango, de Tamaulipas, la Orquesta de Cámara de León y la Miguel Bernal Jiménez.

## Biografía
Campos Sanz inició sus estudios de música a los seis años en la Escuela Nacional de Música (hoy Facultad de Música) de la Universidad Nacional Autónoma de México en la Ciudad de México, donde aprendió a tocar el piano y obtuvo el título de Maestra en 1966. Posteriormente, estudió canto con el barítono Ángel R. Esquivel en México y con la soprano Conchita Badía en el Conservatorio de Música de Barcelona, donde se especializó en dirección coral, canto gregoriano y pedagogía musical.
Fue miembro fundador de la Sociedad Coral Universitaria y fundó junto con su esposo Gabriel Saldívar en 1964 el Coro Académico de la UNAM, con el que se presentó en México y en varios países del mundo. En 1988, fundaron el Programa de Coros Juveniles de la Ciudad de México, el cual tuvo  a su cargo la atención de ocho coros en distintas delegaciones del entonces Distrito Federal.

La vasta trayectoria de Lupita Campos incluye la interpretación de varias cantatas de Bach, Catulli Carmina de Carl Orff, el Réquiem de Mozart, el Gloria de Vivaldi y la Oda a la Patria de Tercero. También ha realizado programas para la televisión en varios países de América y Europa.
Su búsqueda de música mexicana para canto y piano le ha permitido integrar y difundir una de las colecciones vocales más importantes que existen en México desde el periodo prehispánico hasta el contemporáneo. 
Campos Sanz fue titular de la Cátedra de Música Española para canto y piano “Conchita Badía” y maestra de canto en la Escuela Nacional de Música (hoy Facultad de Música) de la UNAM. A través de su intensa actividad, ha sido una incansable promotora de la música coral, el canto de ópera y concierto y de la expresión a través de la música.
En 2015, fue una de las tres mujeres galardonadas con el Premio Coatlicue, que surge con el objetivo de dar realce a las mujeres que sobresalen por su talento. Su vasta carrera la convierte en una de las figuras más importantes de la música coral en México.

## Discografía
Villancicos de América. Con el Coro de la Facultad de Ciencias de la UNAM.
Villancicos mexicanos de Navidad. Gabriel Saldívar, piano.
30 Canciones de Manuel M. Ponce, Gabriel Saldívar, piano.
Música Española para canto y piano y piano solo. (Dirección vocal) Facultad de Música, UNAM

## Publicaciones
Doce canciones mexicanas; Obras para canto y piano de Manuel M. Ponce. Facultad de Música, UNAM
1. ↑  «Revista de Bellas Artes, época 2, núm. 08, 1973». literatura.inba.gob.mx. Consultado el 4 de marzo de 2023.
2. ↑  «Actividades culturales del Instituto Cervantes». cultura.cervantes.es. Consultado el 4 de marzo de 2023.
3. ↑  «Conxita Badia». www.interpretscatalanshistorics.com. Consultado el 4 de marzo de 2023.
4. ↑  Fundación Autor, Patricia (2018). Los sonidos de las naciones imaginadas : la canción artística latinoamericana en el contexto del nacionalismo musical (Primera edición: Barcelona, marzo 2018 edición). ISBN 978-0-9817204-8-7. OCLC 1103689638. Consultado el 4 de marzo de 2023.
5. ↑  leticiarmijo (27 de marzo de 2015). «Premio Coatlicue 2015». ComuArte. Consultado el 4 de marzo de 2023.
6. ↑  Nin Culmell, Joaquín (compositor); Turina, Joaquín (compositor); Osma, Julio (compositor); Infante, Manuel (compositor); Casals, Pablo (compositor); Obradors, Fernando J. (compositor); Montsalvatge, Xavier (compositor); Halffter, Ernesto (compositor) et al. (2009). Música Española para canto y piano y piano solo. Consultado el 4 de marzo de 2023.
7. ↑  «datos.bne.es». datos.bne.es. Consultado el 27 de febrero de 2023.

- Datos: Q116923533